# لجنة البرلمان الأوروبي لحقوق المرأة والمساواة بين الجنسين
لجنة حقوق المرأة والمساواة بين الجنسين (بالإنجليزية: Committee on Women's Rights and Gender Equality)‏ المعروفة اختصاراً بـ FEMM هي إحدى لجان البرلمان الأوروبي. يرأس هذه اللجنة حالياً لينا جالفيز ‏.